# SN 2006bq
SN 2006bq – supernowa typu Ia odkryta 23 kwietnia 2006 roku w galaktyce NGC 6685. W momencie odkrycia miała maksymalną jasność 15,80m.